# Ronde van Nedersaksen
De Ronde van Nedersaksen (Duits: Internationale Niedersachsen-Rundfahrt of LOTTO-Rundfahrt) was een meerdaagse wielerwedstrijd in de Duitse deelstaat Nedersaksen. De wedstrijd maakte tot en met 2007 deel uit van de UCI Europe Tour.
De Ronde van Nedersaksen was vaak een prooi voor sprinters. Het kwam echter ook weleens voor dat een renner wint die meezat in een lange ontsnapping. Zo was in de editie van 2004 er een groepje weggereden, waarna er grote verschillen ontstonden - de nummer 8 stond bijvoorbeeld al op 8 minuten - en het eindklassement was dan ook bijna gelijk aan deze etappe-uitslag.
In 2006 vestige sprinter Alessandro Petacchi een record door alle vijf etappes en het eindklassement te winnen.
Naar aanleiding van diverse doping-schandalen in de wielersport werd de wedstrijd vanaf 2008 niet meer georganiseerd. Sindsdien wordt alleen de junioreneditie nog verreden.

## Lijst van winnaars

### Meervoudige winnaars
| Overwinningen | Renner              | Land      | Jaren      |
| ------------- | ------------------- | --------- | ---------- |
| 2             | Jens Voigt          | Duitsland | 1994, 1997 |
| 2             | Torsten Schmidt     | Duitsland | 1999, 2000 |
| 2             | Alessandro Petacchi | Italië    | 2006, 2007 |

### Overwinningen per land
| Overwinningen | Land                                                |
| ------------- | --------------------------------------------------- |
| 13            | Duitsland                                           |
| 6             | Duitse Democratische Republiek                      |
| 3             | Sovjet-Unie                                         |
| 2             | Italië, Nederland                                   |
| 1             | Oostenrijk, België, Tsjechië, Denemarken, Frankrijk |